# Прапор Вануату
Державний прапор Вануату — прийнятий 18 лютого 1980 року.
Як основа національного прапора були обрані кольори партійного прапора партії Вануаку, що привела країну до незалежності у 1980 році, — червоний, зелений, чорний і жовтий. Остаточний варіант був вибраний парламентським комітетом з декількох пропозицій місцевих художників.
Зелений колір символізує багатство островів, червоний — колір крові людей і свиней, чорний — місцевих жителів ні-вануату. За пропозицією прем'єр-міністра Вануату були включені жовта і чорна розділові смуги. Жовта Y-образна фігура символізує світло Євангелія, що висвітлює острови Тихого океану (у Вануату близько 90 % християн).
Жовта емблема на чорному тлі — кабаняче ікло — символ добробуту, що носиться на островах як талісман, і два листи місцевої папороті намеле. Листя є символом миру, а 39 її листочків представляють 39 членів законодавчого органу Вануату (на момент прийняття прапора парламент Вануату складався з 39 осіб).

## Інші прапори

Прапор Англо-французької військово-морської комісії 1887 — 20 жовтня 1906
Прапор французької адміністрації кондомініуму Нові Гебриди 20 жовтня 1906 — 18 лютого 1980
Прапор англійської адміністрації Нових Гебридів 20 жовтня 1906 — 1953
Прапор англійської адміністрації Нових Гебридів 1953 — 18 лютого 1980
Військово-морський прапор Вануату
Прапор президента ВануатуПрапор президента Вануату